# Felix Weingartner

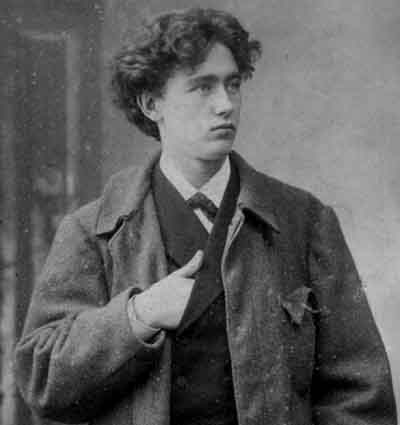
Felix Weingartner omkring 1890.

Paul Felix Weingartner, Edler von Münzberg, född den 2 juni 1863 i Zara i Kungariket Dalmatien, död den 7 maj 1942 i Winterthur, var en österrikisk dirigent, tonsättare och skriftställare.

## Biografi
Weingartner blev student i Leipzig 1881 och studerade vid musikkonservatoriet där 1881–1883, vann därefter en gynnare i Franz Liszt i Weimar och skötte 1884–1889 kapellmästarbefattningar i Königsberg, Danzig, Hamburg och Frankfurt am Main. Han var 1889–1891 hovkapellmästare i Mannheim, 1891–1898 kapellmästare vid Berlins hovopera och dirigent för symfonikonserterna. Han behöll det sistnämnda värvet, när han 1898 flyttade till München som dirigent av Kaimkonserterna till och med 1905 och var 1908–1911 Gustav Mahlers efterträdare som direktör för hovoperan i Wien och dirigent för filharmonikerna där. 1912–1914 blev han förste kapellmästare vid stadsteatern i Hamburg, därefter generalmusikdirektor i Darmstadt och anförare för konsertföreningens i München symfonikonserter. Felix Weingartner blev 1919 direktör för den nyskapade folkoperan i Wien. Han brukade årligen gästdirigera i USA.

## Musikalisk produktion
Weingartners ungdomsoperor Sakuntala (1884) och Malawika (1886), med texter av honom själv, liksom den senare Genesius (1893) är starkt påverkade av Richard Wagner; mer självständig är den musikdramatiska trilogin Orestes (1902, efter Aischylos). 1914 följde enaktsoperan Kain und Abel och 1916 operan Dame Kobold (efter Pedro Calderón de la Barca). Vidare kan nämnas de åttastämmiga körverken Traumnacht och Sturmmythus (1906) samt Frühlings-Märchenspiel (1908) och musiken till Johann Wolfgang von Goethes "Faust" (samma år). Tidigare alster är de symfoniska dikterna König Lear och Die Gefilde der Seligen, tre symfonier, tre stråkkvartetter, två kvintetter, en pianosextett, en violinkonsert, pianostycken, sånger vid piano eller med orkester.

## Litterär produktion
Som skriftställare blev Weingartner först uppmärksammad för sin plan att lägga reinkarnationen till grund för ett cykliskt drama (Die Lehre von der Wiedergeburt und das musikalische Drama, 1895) samt genom de polemiska skrifterna Über das Dirigieren (samma år; fjärde upplagan 1913), Bayreuth 1876–1896 (1896; andra upplagan 1904) och Die Symphonie nach Beethoven (1897; tredje omarbetade upplagan 1909). Vidare märks Ratschläge für Aufführungen der Symphonien Beethovens (1906; andra upplagan 1916), dramat Golgatha (1908), Carl Spitteler. Ein künstlerisches Erlebnis (1904; andra upplagan 1913) och Ackorde (en samling uppsatser, 1912). 

## Ledamotskap i lärda samfund
Weingartner invaldes 1910 som ledamot av Kungliga Musikaliska akademien i Stockholm.

## Recensioner
Bland omdömen om honom kan nämnas vad Eugène Fahlstedt skriver i Nordisk familjebok: "Bland moderna musikledare är W. en af de mest framstående, en genialisk dirigentbegåfning, som verkar hänförande genom frisk uppfattning och naturlig känsla. Som kompositör har han gjort sig bemärkt genom allvarlig konstnärssträfvan, klar och förnäm enkelhet, virtuos teknik och ofta finhet i detaljer, hvaremot uppfinningen ej företett nog egenart."